# Niuron
Die Niuron (Namensvarianten Nubiloni, Nuironi, Neuroni und Neurone) waren eine ursprünglich aus dem Tessin stammende, zwischen dem 16. und 18. Jahrhundert in Schlesien, Mitteldeutschland und der Schweiz sowie in Savoyen aktive Baumeister- und Künstlerfamilie. 

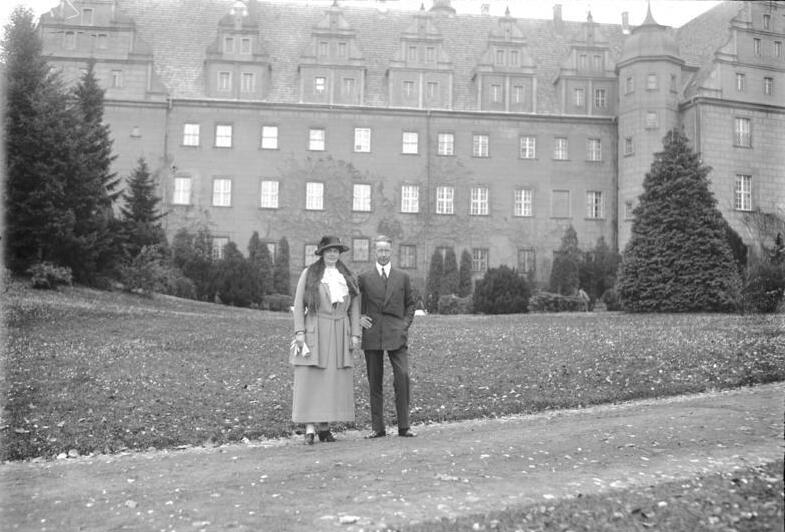
Das Schloss Oels

## Die Familie Neuroni
Um 1290 lebten Vorfahren der Familie in Riva San Vitale und siedelten im 14. Jahrhundert ins unweit gelegene Lugano um. 
Die Brüder Peter Niuron (* 1541 in Lugano; † 1618 in Dessau) und Bernhard Niuron († um 1608 in Brieg) und deren Cousin Franz Niuron († um 1616 in Zerbst) begannen ihre Tätigkeit vermutlich um 1550 im deutschsprachigen Raum innerhalb der italienischen Künstlerkolonie von Brieg im Herzogtum Brieg. Das Schloss der Herzöge von Oels in Oels gilt als das am besten erhaltene Bauwerk Bernhard Niurons. 
Die Niurons arbeiteten als frühe Bauunternehmer, die als Architekten den Entwurf fertigten und als Unternehmer auch alle weiteren Phasen der Realisierung eines Bauauftrages („schlüsselfertig“) übernahmen. 
Wegbereiter für die Niurons in Brandenburg, Dresden und dem Fürstentum Anhalt war vermutlich der italienische Festungsbaumeister Rocco Guerrini di Linari, der nach Arbeiten in Dresden und Dessau vor allem durch die Spandauer Zitadelle und die Festung Peitz bekannt wurde.

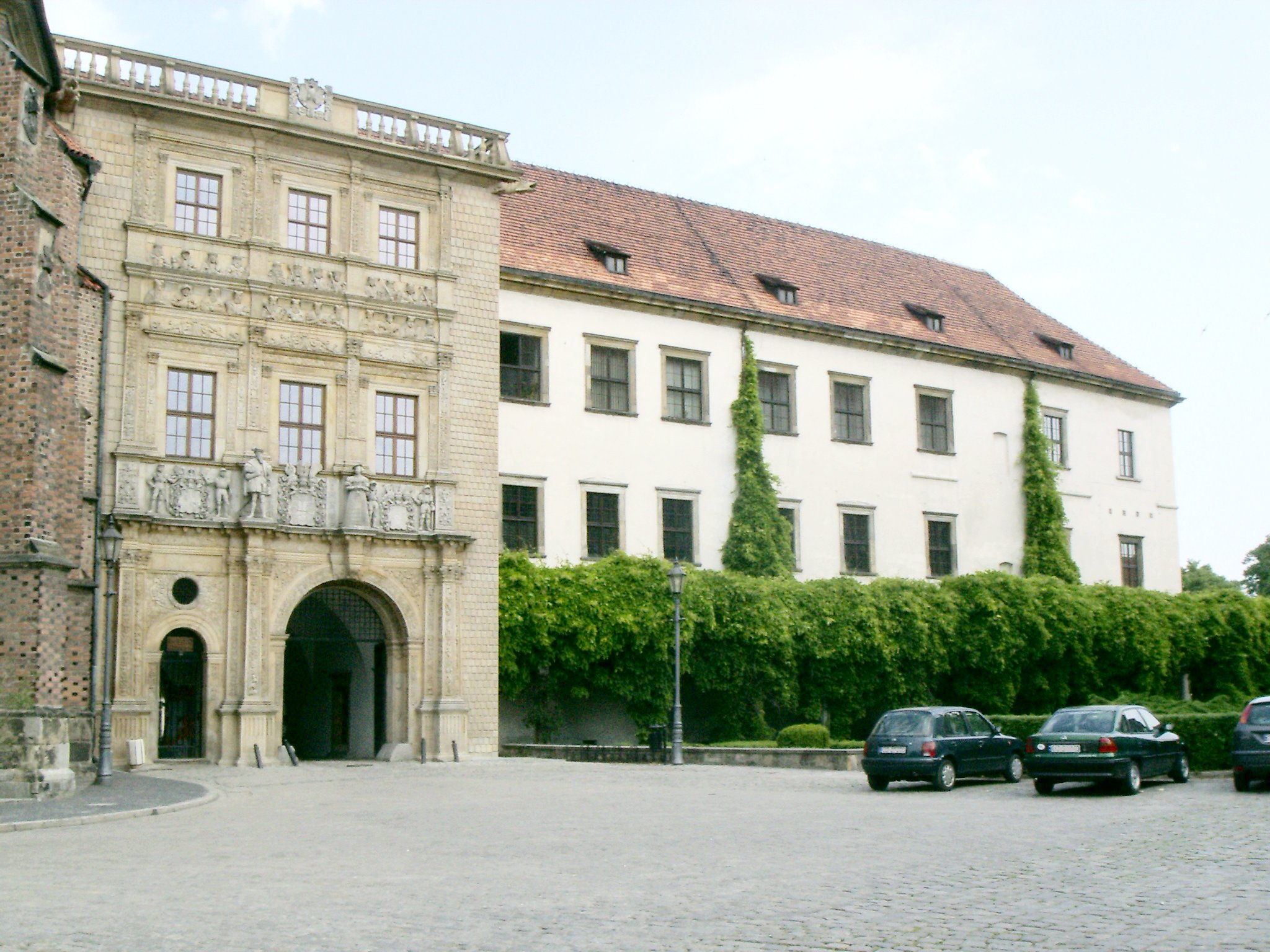
Das Renaissanceschloss der Schlesischen Piasten in Brieg

### Bernhard Niuron
Bernhard Niuron (Bernado Niuron) ist ab 1565 in Brieg nachweisbar, wo er ständig lebte. Er heiratete dort die Tochter Lucrezia des Schlossbaumeisters Jakob Bavor d. Ä. und wurde als der 1576 Brieg verließ dessen Nachfolger. 1586 starb seine Frau und er heiratete 1597 ein zweites Mal. Aus beiden Ehen gingen Kinder hervor.
Zu den Bauwerken Bernhard Niurons in Brieg gehören das Rathaus (1570–1577), die Schlossbauten (ab 1576) und die Befestigungsanlagen mit Odertor (1581–1595). Außerdem die evangelische Pfarrkirche Ohlau (um 1587/88) sowie das dortige Herzogsschloss (1589–1590), Bauten in Nimptsch u. a. Oberbauleitung beim Schloss Nimptsch (ab 1585), sowie das Ohlauer Tor in Breslau (1576). In Dresden leitete er ab 1580 die Arbeiten am Stadtschloss und wurde zum kurfürstlichen sächsischen Hofbaumeister ernannt. Zusammen mit seinem Bruder Peter errichtete er die Ost- und Südfassade des Schlosses Dessau (1577–1580, ab 1583 zusammen mit Rochus Graf Lynar) und den Seitenflügel von Schloss Harzgerode (Ende der 1580er Jahre).

### Peter Niuron
Peter Niuron (oder Pietro Neuroni) ist ab 1570 in Brieg nachweisbar. Wie sein Bruder Bernhard heiratete er dort in die Familie Bavor ein. Er arbeitete parallel in anhaltinischen Diensten und in Berlin.
In Anhalt entwarf er die Saalmühle in Bernburg (1575–1576), die Friedhofsanlage vor dem Zerbster Heidetor (1582), die Elbebrücke in Roßlau (1583, zusammen mit Bernhard) und die Muldebrücke in Dessau (1584, zusammen mit Bernhard). 1582 hatte er als anhaltischer General- und Oberlandbaumeister das Bürgerrecht der Stadt Dessau erworben. Auch der Schlossbau in Harzgerode wurde von ihm vollendet (1588, unter zeitweiser Beteiligung von Bernhard und Franz).
In Berlin war er zusammen mit Lynar am Berliner Schlossbau beteiligt, ab 1590 als Generalbaumeister sämtlicher Kurfürstlicher Gebäude, Festungen und Jagdschlösser. Er errichtete auch das Jagdschloss Rüdersdorf (1590) und war am Bau der Festung Spandau beteiligt (ab 1598). 1603 verließ er Berlin und wurde General- und Schlossbaumeister in Anhalt. Unter der Oberleitung von Lynar errichtete er das Dessauer Schloss, das fürstliche Ballhaus und die Brunnenanlage. 1603 leitete die Burgrenovation von Schloss Zerbst und nach 1604 den Umbau des Kalandhauses in Dessau.

### Franz Niuron
Franz Niuron, dessen Geburtsort nicht bekannt ist, lebte bis zu seinem Tod in Zerbst. 
Nach dem Bau der Roßlauer Brücke, übernahm er das Amt eines Brückenmeisters und betrieb in dem Brückenhaus auch einen Bierausschank. Als Brückenmeister hatte er nie die Position eines berühmten Baumeisters. Seine Bedeutung liegt in der Unterstützung seines Cousins Peter, vor allem beim Anbau des Traktes am Harzgeroder Schloss und
als Hauptbaumeister des Langen Hauses im Schloss Köthen (1600–1608). Als Brückenbaumeister war er ab 1604 wieder in Dessau tätig. 

### Weitere Familienmitglieder
Andere Mitglieder der Familie Niuron dienten im 17. und 18. Jahrhundert als Soldaten der Republik Venedig. Eine verwandtschaftliche Zuordnung zu den genannten Bernhard, Peter und Franz Niuron ist allerdings nicht möglich. Künstlerisch tätig waren ein Carlo Neuroni (1654–nach 1695), der als Stuckateur in Trnava arbeitete, ein Giuseppe Cesare Neuroni, der 1683/1684 zahlreiche Bildwerke im königlichen Schloss von Turin und im Palast Carignano schuf, Pietro Neuroni (1655–1725) arbeitete von 1680 bis 1684 als Stuckateur in der Abtei Einsiedeln, sein Bruder Giovanni Battista Neuroni (um 1660–nach 1719) arbeitete ebenfalls von 1706 bis 1709 als Stuckateur in Einsiedeln und ist 1710 als Mitarbeiter am Neubau der Kirche in Lachen nachweisbar, und sein Bruder Giacomo Neuroni (um 1660–nach 1719), der als Stuckateur und Bildhauer vor allem mit seinen Brüdern zusammen arbeitete, u. a. Jesuitenkirche Solothurn (1686–1688), Festsaal von Schloss Heidegg in Gelfingen (1701–1702), Gerichtssaal im Landvogteischloss Willisau, Gewölbe der Pfarrkirche in Lachen (1710) und Nikolauskirche in Herznach (1718–1719).